# Pepsi Grand Slam 1976 - Singolare
Il singolare del Pepsi Grand Slam 1976 è stato un torneo di tennis facente parte della categoria Grand Prix.
Ilie Năstase  ha battuto in finale Ricardo Cano con il punteggio di 6–4, 6–3.

## Tabellone

### Legenda
| - Q = Qualificato - WC = Wild card - LL = Lucky loser | - ALT = Alternate - SE = Special Exempt - PR = Protected Ranking | - w/o = Walkover - r = Ritirato - d = Squalificato |

### Finale
|  | Finale         |                |                |   |   |  |
|  |                |                |                |   |   |  |
|  | Ilie Năstase   | Ilie Năstase   | Ilie Năstase   | 6 | 6 |  |
|  | Manuel Orantes | Manuel Orantes | Manuel Orantes | 4 | 3 |  |